# Búvárszivattyú
A búvárszivattyú nem merülőszivattyú! A búvárszivattyú kialakítása az olajiparból származik, mivel az olaj megtalálásához fúrásokat kellett végezni a föld felső rétegében, amihez először gázokon és vízrétegeken keresztül kellett áthaladni. A vizet fel kellett emelni a mélységből amit csak speciális szivattyúkkal lehetett.  A vékony csőben csak arra a feladatra kialakított szivattyú fért el. A búvárszivattyú kialakítása ezért gépcsoportra oszlik. Az elektromos rész vagyis a motorrész alul, míg a víz szállításáért felelős eszköz, vagyis a hidraulika felül helyezkedik el. A két egység összekapcsolását nevezzük búvárszivattyúnak. A búvárszivattyú hűtését a víz áramlata oldja meg. A szivattyútesthez csatlakoztatott motorral rendelkező eszköz, amelyet egészében lemerítenek a víz alá a szivattyúzáskor. Ennek legnagyobb előnye, hogy megelőzi a kavitációt, amelynek kiváltó oka rendszerint a túlságosan nagy emelési magasság, azaz a felszín és az üzemi vízszint közötti nagy eltérés. A búvárszivattyúk a legtöbb hagyományos szivattyúval ellentétben nem szívják, hanem a felszínre nyomják a folyadékot, és általában hatékonyabbak is, nagyobb teljesítménnyel bírnak.

## Története
Az első búvárszivattyút Armaisz Arutjunov örmény, olajszállítással foglalkozó rendszermérnök és feltaláló állította üzembe 1928-ban. 1929-ben a Pleuger Pumps alkotta meg a turbinás merülőszivattyúkat, amely forradalmi változásokat hozott és a modern többfokozatú búvárszivattyú elődjének számít.
Az első teljesen alámeríthető mélykúti búvárszivattyút az 1960-as évek közepén alkották meg.

## Felhasználása
A búvárszivattyúkat, vagy ahogyan sokszor nevezik őket elsődleges felhasználási területük miatt, a csőkút szivattyúkat Magyarországon elsősorban akkor alkalmazzák, amikor a vizet nagyobb mélységű, ásott kutakból kell a felszínre hozni. Ez a módszer igen elterjedt, alkalmazzák az iparban, a mezőgazdaságban de egyszerű otthonok, akár családi házak esetében is. Rendeltetésük így tehát általában az, hogy tiszta vízzel lássák el a különböző felhasználásokat, így szolgáltassanak például öntözővizet vagy ivóvizet.
Otthonok esetében gyakran használnak hasonló célra úgynevezett házi vízműveket is, amelyeket elsősorban az különböztet meg a búvárszivattyúktól, hogy nem csak addig biztosítják a nyomást, amíg bekapcsolt állapotban vannak, hanem rendelkeznek egy tárolóval (pufferral) is, amely lehetővé teszi, hogy akár kikapcsolt állapotban is szolgáltassanak vizet. Erre egy hagyományos búvárszivattyú nem képes.
Azt, hogy egy kút esetében búvárszivattyút kell-e alkalmazni, a szakemberek általában az alapján döntik el, hogy mekkora az üzemi vízszint. A csőkút szivattyúk, merülőmotoros búvárszivattyúk akkor jelennek meg, ha a vízszint 7-8 méternél mélyebben található, mivel ekkor már a hagyományos önfelszívó szivattyúk nem képesek biztosítani a megfelelő teljesítményt. Búvárszivattyúra lehet akkor is, ha nagyobb vízmennyiség kinyerésére van szükség, vagy a vízfelhasználási pont túlságosan messze esik a vízkinyerés helyétől.
Az egyfokozatú búvárszivattyúkat gyakran használják vízelvezetéshez, szennyvíz szivattyúzásához, általános ipari célokra és trágyaszivattyúzásra is. A többfokozatú búvárszivattyúkat általában egy kifúrt kútba engedik le, és nem csak víz, de sokszor olaj szivattyúzására is használják őket.
A búvárszivattyúkat alkalmazzák szennyvíztisztító telepeken, tengervíz kezeléséhez, tűzoltási feladatokhoz, kútfúráskor, tengeri fúrótornyokon, aknák víztelenítéséhez és öntözőrendszerek elemeiként is.

### Búvárszivattyúk az olajkitermelésben
A búvárszivattyúkat az olajkitermelésben azért alkalmazzák előszeretettel, mert hatékonyan képesek az olajat a felszínre pumpálni, és különféle áramlási igények és mélységek esetén is használhatóak. A kút alján a szivattyú csökkenti a nyomást, így jelentősen nagyobb mennyiségű olaj kitermelésére nyílik lehetősége, mint más módszerek által. Az ilyen típusú búvárszivattyúk általában elektromos meghajtásúak.
Az ESP (Electrical Submersible Pump) búvárszivattyúk felszíni és felszín alatti elemekből állnak. Előbbiek a termelőlétesítményben helyezkednek el, például egy olajplatformokon. Ezek közé az elemek közé tartozik a motorvezérlés (általában egy többfokozatú fordulatszám-szabályozó), a felszíni kábelek és a transzformátorok. A felszín alatti elemek közé tartozik maga a szivattyú, a motor, a szigetelés és a kábelek egy része. Bizonyos esetekben a rendszer részeként gázszeparátort is telepítenek.
Maga a szivattyú egy többlépcsős egység, amelyben az egyes lépcsőket az adott feladat követelményei határozzák meg. Ezen szivattyúk átmérője 90 millimétertől 254 milliméterig terjed, hosszuk pedig 1 és 8,7 méter között van általában. A szivattyú meghajtására alkalmazott motor rendszerint egy háromfokozatú indukciós motor, teljesítménye 7,5 és 560 kW között változhat.
A legújabb típusú ESP-k víz–olaj szeparátor egységeket is tartalmazhatnak, amely lehetővé teszi, hogy a vizet visszavezessék anélkül, hogy felhoznák a felszínre.
Az ESP rendszer számos részből áll, amelyek feladata, hogy a kútban található folyadék nyomását megnövelve a felszínre pumpálják azt. A szivattyú működéséhez szükséges energiát egy nagyfeszültségű (3–5 kV-os) váltóáramú áramforrás biztosítja, amely speciálisan kialakított motorokat működtet, melyek akár 150 Celsius-fokos környezeti hőmérséklet és 5000 psi nyomás esetén is működőképesek maradnak. Ezek a szivattyúk akár 3,7 kilométer mély kutakból is képesek az olajat a felszínre pumpálni, amihez akár 1000 lóerős (750 kW) teljesítményre is szükség lehet.

## Működése
A búvárszivattyúk kettős membrán alapon működő gépészeti rendszerek, a membrántárcsát egy központi tengely köti össze. A folyadék vagy levegőkamrákat a gépben található membránlapok választják el egymástól. A beáramló levegő irányításáért a levegőkamrák között egy speciális levegőszelep felelős a szerkezetben. A levegőkamrákba bejutva a sűrített levegő eltolja a membránt, eközben pedig a szivattyú túlsó felén található membrán is elmozdul, így jön létre a szívóhatás és áramlik be a folyadék a szerkezet belsejébe. A membrán a levegőszelep átváltásakor az ellenkező irányba kezd elmozdulni, a folyadékot így szorítva ki a folyadékkamrából.
A búvárszivattyúk gyakran a centrifugális, más néven örvényszivattyúk elvén működnek, amelyekben a folyadék mozgatását több, radiálisan elhelyezett lapát végzi. A folyadék a szívócsonkon keresztül lép a járókerékbe és a lapátok közé, a motor által megmozgatott lapátok pedig átadják a nyomatékot a folyadéknak, így megnövelve a nyomást, a folyadék pedig a szerkezetből a nyomócsonkon keresztül távozik.